# Meteorologiåret 1859

## Händelser

### Juni
- 5 juni – I USA råder frost från Iowa till New England. 2 inch snö faller över Ohio.[1]

### Okänt datum
- I Sverige inleds dygnsmedeltemperaturmätningar i Karlshamn.[2] och Piteå [3]
- Maximi- och minimitermometrar införs i Uppsala, Sverige.[4]
- Det Konglige Danske Landhusholdningsselskab upprättar en meteorologisk kommitté.[5]

## Födda
- 29 maj – Hugo Hergesell, tysk meteorolog.

## Avlidna
- 6 maj – Alexander von Humboldt, tysk klimatolog.
- okänt datum – Alexander Adie, skotsk meteorolog.

### Fotnoter
1. ↑  This Day in Weather History - June Arkiverad 26 juli 2010 hämtat från the Wayback Machine.
2. ↑  SMHI
3. ↑  SMHI
4. ↑  SMHI
5. ↑  DMI